# 人在江湖：尊敬之路
《人在江湖：尊敬之路》是一款2006年的電子遊戲，由美國開發商7 Studios負責開發，遊戲改編自HBO電視劇《人在江湖》（1999年-2007年）。遊戲於2006年11月7日發售。
故事線發生在電視劇第五季和第六季之間，集中講述Big Pussy Bonpensiero的私生子Joey LaRocca。

## 評價
根據匯總媒體Metacritic說，該遊戲獲得「普遍不理想」的評論。GameSpot和IGN等的遊戲網站都給予很差的評價，包括抱怨過於簡單化的遊戲玩法。

## 外部連結
- 莫比游戏上的《人在江湖：尊敬之路》（英文）